# シーズ・オール・ザット
『シーズ・オール・ザット』（原題: She's All That）は1999年製作のアメリカ映画。主演。主題歌はシックスペンス・ノン・ザ・リッチャーの『Kiss Me』。ティーン・エイジャーを中心に評判を呼び、予想外のヒット作となった。
性別を変更したリメイク版『ヒーズ・オール・ザット』が2021年8月27日にNetflixにて配信された。本作に出演したレイチェル・リー・クックとマシュー・リラードが別役で出演している。

## あらすじ
生徒会長で学校一ハンサムなザックは、プロム（卒業記念ダンスパーティー）の直前にガールフレンドのテイラーに振られてしまう。そんなザックに友人のディーンは「学校一冴えない女の子をプロム・クィーンに出来るか？」という賭けをもちかける。その賭けの対象になったのは黒縁メガネで根暗なレイニーだった。

## キャスト
※括弧内は日本語吹替
- ザック・サイラー - フレディ・プリンゼ・Jr.（辻谷耕史）
- レイニー・ボグス - レイチェル・リー・クック（折笠富美子）
- ブロック・ハドスン - マシュー・リラード（高木渉）
- ディーン・サンプソン - ポール・ウォーカー（相沢正輝）
- テイラー・ヴォーン - ジョディ・リン・オキーフ（英語版）（三石琴乃）
- ウェイン・ボグス - ケヴィン・ポラック（牛山茂）
- マッケンジー・サイラー - アンナ・パキン（かないみか）
- サイモン・ボグス - キーラン・カルキン（青木誠）
- キャンパスDJ - アッシャー・レイモンド（矢尾一樹）
- ケイティ - ガブリエル・ユニオン（こおろぎさとみ）
- プレストン - デュレ・ヒル（西村朋紘）
- ミスティ - クレア・デュヴァル（根谷美智子）
- ハーラン・サイラー - ティム・マシスン（内田直哉）
- デレク・ファンクハウザー・ラトリー - クリス・オーウェン
- サバンナ - キャサリン・タウン
- ダンサー - ブリー・ターナー
- カフェテリアの女性 - サラ・ミシェル・ゲラー（クレジットなし）
- ジェシー・ジャクソン - エルデン・ヘンソン

## スタッフ
- 監督：ロバート・イスコヴ（英語版）
- 製作：ピーター・エイブラムズ、ロバート・L・レヴィ、リチャード・N・グラッドスタイン
- 脚本：R・リー・フレミング・Jr.
- 製作総指揮：ボブ・ワインスタイン、ハーヴェイ・ワインスタイン
- 共同制作総指揮：ジル・ソベル・メシック、ジェレミー・クラマー